# Watto
Watto és un personatge de ficció pertanyent a l'univers de Star Wars. Apareix en l'Episodi I: L'Amenaça Fantasma com amo d'Anakin Skywalker i la seua mare, Shmi en el planeta Tatooine; així com en l'Episodi II: L'Atac dels Clons.

## Personalitat
Watto és un ser sagaç i egoista amo d'una tenda de recanvis en Mos Espa, en el planeta de Tatooine. Es tracta d'un toydarià, una raça d'éssers alats de Toldaría, entre que les seues característiques es troben la de ser éssers de voluntat ferma, resistents als trucs mentals dels cavallers Jedi. En realitat, el seu negoci és de venedor de ferralla, i gràcies a la seua astúcia ha sabut traure-li profit i guanyar diners per a la seua veritable passió: el joc. Watto no dubta en emprar daus trucats per a guanyar alguna de les seues apostes o per a jugar amb avantatge a l'hora de regatejar, com fa quan està en joc Anakin Skywalker i la seua mare en un regateig amb Qui-Gon Jinn.
Té passió també per les carreres de baines que se celebren en Mos Espa, així com la revolada que produeixen les mateixes i veure-les amb els seus amics o coneguts.
Es pot afirmar que Watto és un mal perdedor. Després de perdre l'aposta que fa que Anakin Skywalker siga lliure, s'enfuria en pensar les astronòmiques sumes de diners que podia haver guanyat en cas d'haver apostat pel xicotet en la carrera de Boonta Eve. Va apostar per Sebulba.
El toydarià és aficionat també a fumar el seu shisha d'oli, que li provoca taques en la pell.
Watto és un ésser dur, però just. És conegut per tractar als seus esclaus amb més decència que uns altres.

## El seu negoci
Com es pot observar, Watto és un toydarià que necessita del negoci que regenta per a donar cabuda a la seua major afició: el joc i les apostes.
La seua botiga de ferro vell té nombrosa mercaderia; des de peces de recanvi molt cercades de droides en funcionament fins a brossa que li costara molt vendre o posar en el mercat. En el seu negoci, té nombrosos treballadors, que van des de droides fins a esclaus, dedicats a l'atenció al client i a la reparació i millora de peces per a la seua venda al públic.